# Нагарджуна
Нагарджуна (на санскрит: नागार्जुन, „Сребърна змия“) е индийски будистки учител, смятан за един от най-значимите будистки философи.
Заедно със своя ученик Арядева, Нагарджуна поставя началото на школата Мадхямака в Махаяна будизма. Приписва му се развиването на философията на сутрите праджнапарамита, а според някои източници – разкриването на тези текстове пред света, след като ги получава от краля на нагите (свързани с водата митични същества, често изобразявани като змиеподобни хора). Освен това се предполага, че той е автор на няколко трактата върху расаяна, както и че за известно време оглавява Университета Наланда.
В същото време традицията Кагю почита Нагарджуна като един от държателите на далечната (непряката) приемственост на Махамудра. В традицията дзен Нагарджуна се разглежда като четиринадесети или двадесети патриарх в зависимост от начина на отброяване.

## Биография
Надеждните сведения за живота на Нагарджуна са силно ограничени, тъй като най-ранните свидетелства за него идват от китайски и тибетски източници, съставени столетия след смъртта му. В допълнение самите текстове не са фактологични, а силно преплитат реалност, мистика, митологични сюжети и алегории.
Според някои сведения, Нагарджуна е родом от Южна Индия. Някои изследователи смятат, че той е съветник на владетел на царството Сатавахана. Ако това е вярно, археологическите свидетелства от Амаравати показват, че това би бил Яджна Шри Шатакарни, управлявал между 167 и 196 година. Въз основа на тази връзка животът на Нагарджуна често се отнася към периода 150 – 250 година.
Според традицията на тибетската школа Кагю Нагарджуна живее 600 години, т.е. до VIII или IX век, като по този начин предава „далечната приемственост“ на Махамудра на Шаварипа, докато някои автори дори смятат, че има двама различни учители с името Нагарджуна.
Според една биография от IV – V век, преведена от Кумараджива Нагарджуна е роден в браминско семейство в областта Видарбха в централна Индия и става будист едва по-късно в живота си, прави будист и местния владетел и фокусира дейността си в североизточна Индия.
Като млад Нагарджуна бил ученик на индуистки йогин, който научил него и приятелите му да стават невидими и те твърде лекомислено използвали тази нова способност, като се забавлявали тайно с кралските съпруги. В крайна сметка били заловени и всички освен Нагарджуна завършили на ешафода. Потресен от резултата на пръвързаността към чувственото удоволствие той става Будистки монах и се отправя на север в Университета Наланда. В резултат от усилените му размишления и практика Нагарджуна получава специално видение, което по-късно става определящо за възгледите му. Той вижда Ступа обкръжена от Буди и Бодхисатви, а когато я отваря вижда вътре в нея съвсем същата Ступа. Отворил и нея, за да види вътре отново същата Ступа. Той повторил това безброй пъти и така разбрал, че няма и не може да има никаква изначална субстанция. Това прозрение го подготвило да получи Праджняпарамита Сутра, която 500 години била съхранявана от краля на нагите. След това той дълги години е настоятел на Наланда.

## Текстове
На Нагарджуна се приписват множество текстове, оказали влияние върху будизма, на за много от тях се смята, че са псевдоепиграфи, като споровете за автентичността на свързваните с него произведения продължават.

### „Муламадхямакакарика“
„Муламадхямакакарика“ е най-известното произведение на Нагарджуна. То е не само задълбочен коментар на беседата на Буда с Каккаяна, единствената с посочено име на събеседника, но и подробен и внимателен анализ на основните беседи, включени в никая и агама, особено тези от „Атхакавага“ на „Сута Нипата“.
Използвайки теорията на Буда за „зависимото възникване“ (пратитя-самутпада), Нагарджуна показва безсмислеността на [...] метафизичните спекулации. Неговият метод за разглеждане на такава метафизика е наричан „среден път“ (мадхяма пратипад). Това е средният път, който избягва субстанциализма на сарвастивадините, както и номинализма на саунтрантиките.
В „Муламадхямакакарика“ „всички изживявани явления са празни (шуня). Това не означава, че те не са изживявани и, съответно, са несъществуващи, а само, че те са лишени от неизменна и вечна субстанция (свабхава), защото, като сън, те са само проекции на човешкото съзнание. Тъй като тези въображаеми образи са изживявани, те не са само имена (праджняпти).“

## Ученици
Основен ученик на Нагарджуна е Арядева (III в.), основните коментари към трудовете му са от Будапалита (V в.), Бхававивека (VI в.) и Чандракирти (VII в.). В рамките на приемствеността на Махамудра той е ученик на Сараха и учител на Шаварипа (вероятно VIII в.), а според някои източници дори и на Тилопа. Негов ученик също така е гуру Нагабодхи.